# Брустуроаса (комуна)
Брустуроаса (рум. Brusturoasa) — комуна у повіті Бакеу в Румунії. До складу комуни входять такі села (дані про населення за 2002 рік):
- Брустуроаса (1313 осіб)
- Буруєніш (233 особи)
- Буруєнішу-де-Сус (125 осіб)
- Каменка (1021 особа)
- Кукініш (357 осіб)
- Хингенешть (483 особи)

Комуна розташована на відстані 231 км на північ від Бухареста, 56 км на захід від Бакеу, 128 км на південний захід від Ясс, 105 км на північний схід від Брашова.

## Населення
За даними перепису населення 2002 року у комуні проживали 3532 особи.
Національний склад населення комуни:
| Національність | Кількість осіб | Відсоток |
| -------------- | -------------- | -------- |
| румуни         | 3479           | 98,5%    |
| цигани         | 52             | 1,5%     |
| угорці         | 1              | < 0,1%   |

Рідною мовою назвали:
| Мова      | Кількість осіб | Відсоток |
| --------- | -------------- | -------- |
| румунську | 3531           | > 99,9%  |
| циганську | 1              | < 0,1%   |

Склад населення комуни за віросповіданням:
| Релігія       | Кількість осіб | Відсоток |
| ------------- | -------------- | -------- |
| православні   | 2740           | 77,6%    |
| римо-католики | 782            | 22,1%    |
| старообрядці  | 10             | 0,3%     |